# Тинејџерска трудноћа
Тинејџерска трудноћа или трудноћа тинејџерки, такође позната као адолесцентска трудноћа, јесте трудноћа адолесценткиње или младе одрасле особе млађе од 20 година.
Широм света, компликације трудноће су водећи узрок смрти жена и девојчица од 15 до 19 година. Дефиниција тинејџерске трудноће зависе од законске дефиниције у свакој земљи. СЗО дефинише адолесценцију као период између 10 и 19 година. Трудноћа може настати сексуалним односом након почетка овулације, што се може догодити пре прве менструације. Код здравих, добро ухрањених девојчица прва менструација се обично јавља између 12. и 13. године.
Трудне тинејџерке се суочавају са многим истим проблемима везаним за трудноћу као и старије жене. Тинејџери имају већу вјероватноћу да доживе компликације у трудноћи или да дође до смрти породиље, него жене старије од 20 година. Постоји додатна забринутост за оне млађе од 15 година јер је мања вероватноћа да ће бити физички развијени да би издржали здраву трудноћу или да би родили. За девојке од 15 до 19 година, ризици су повезани више са социоекономским факторима него са биолошким ефектима старости. Ризици од ниске порођајне тежине, прераног порођаја, анемије и прееклампсије нису повезани са биолошким узрастом до 16. године, јер се не примећују код порођаја старијих тинејџера након контроле других фактора ризика, као што је приступ висококвалитетна пренатална нега.
Тинејџерске трудноће су повезане са социјалним проблемима, укључујући нижи ниво образовања и сиромаштво. Тинејџерска трудноћа у развијеним земљама се обично јавља међу правоима који нису у браку и често је повезана са друштвеном стигмом. Тинејџерска трудноћа у земљама у развоју се често дешава у браку и отприлике половина је планирана.  Међутим, у овим друштвима, рана трудноћа може се комбиновати са неухрањеношћу и лошом здравственом негом да изазове здравствене проблеме. Када се користе у комбинацији, адекванто образовање и  контрола рађања могу смањити нежељене тинејџерске трудноће.
У 2021. години, 13,3 милиона беба, или око 10 одсто од укупног броја беба широм света, родиле су мајке млађе од 20 година. Током 2023. године, око 41 жена на 1.000 родила је између 15. и 19. године, у поређењу са отприлике 65 рођених на 1.000 у 2000. Од 2015. до 2021. године, процењује се да се 14 процената адолесценткиња и младих жена широм света породило пре 18. године. Стопа наталитета адолесцената је виша у земљама са нижим и средњим приходима у поређењу са земљама са вишим приходима.

## Дефиниција
Светска здравствена организација дефинише адолесценцију као период између 10 и 19 година.
Старост мајке одређује потвђеним датумом престанка трудноће, а не према датуму зачећа Према томе, статистика не укључује трудноће које су почеле са 19 година, али које су се завршиле на дан или након 20. рођендана жене. Слично томе, статистика о брачном статусу мајке одређује се на основу тога да ли је удата на крају трудноће, а не у време зачећа.

## Историја
Тинејџерска трудноћа (са зачећем које обично укључује девојчице старости између 16 и 19 година) била је много чешћа и уобичајенија у претходним вековима. Тинејџерске трудноће су биле учестале у развијеним земљама у 20. веку. Међу Норвежанкама рођеним почетком 1950-их, скоро четвртина су постале мајке тинејџерке до раних 1970-их. Међутим, стопе су у сталном опадању широм тренутно развијенијег дела света. Међу онима који су рођени у Норвешкој касних 1970-их, мање од 10% су постале мајке тинејџерке, а стопа је опала од тада.
У Сједињеним Државама, Закон о личној одговорности и радним могућностима из 1996. укључивао је циљ смањења броја младих Афро-американки и латино самохраних мајки корисница социјалне помоћи, што је постало основа за превенцију тинејџерске трудноће у САД а и оснивање Националне кампање за спречавање тинејџерске трудноће, сада познате као моћ одлучивања.